# Пол Алън
Пол Алън (на английски: Paul Allen) е американски предприемач и бизнесмен, съосновател на компанията „Майкрософт“. Един от най-богатите хора в света, през 2006 г. е на шесто място в списъка на милиардерите на списание Форбс.
Живее в Мърсър Айлънд, Вашингтон.

## Ранни години
Пол Гарднър Алън е роден на 21 януари 1953 в Сиатъл в семейството на Кенет Алън (директор на библиотеката към университета Вашингтон и Faye G. Allen). Посещава престижното частно училище „Lakeside School“ в Сиатъл, където се запознава с Бил Гейтс.

## Microsoft
Заедно с Бил Гейтс е създател на „Microsoft“ (в началото – Micro-Soft) в Албакърки, Ню Мексико през 1975 и започва да продава BASIC, който представлява програмен език от високо ниво. През 1980 г. Пол Алън оглавява сделка за закупуването на операционна система 86-DOS за 50 000 долара.
През 1983 Пол Алън заболява от Ходжкинов лимфом (раково заболяване на лимфните възли). Преди да се оттегли от Microsoft и да обърне внимание на своето здраве, се смята, че той подслушва сериозен разговор между Бил Гейтс и Стив Балмър, които обсъждат здравето на Алън и това как да вземат неговия дял от компанията, ако той евентуално почине.
През ноември 2000 година Пол Алън се отказва от „Microsoft“, но след молба от страна на компанията, остава като съветник относно развитието ѝ. Той се дистанцира от компанията като продава дял от 68 милиона долара. Пол Алън все още притежава дял от Microsoft, който достига 138 милиона долара.

## Личен живот
Пол Алън цял живот е ерген. През 2005 „Ню Йорк Дейли Нюз“ съобщава, че Пол Алън се среща с актрисата Лаура Харинг от околко 6 месеца.

## Октопус
Пускането на яхтата „Октопус“, дълга 127 м, подсигурява неговата позиция на един от най-големите любители на яхти. Тази яхта е шеста по големина в списъка за най-дълги яхти в света. Алън притежава още две големи яхти.
Пол Алън е известен с големите си партита, които прави на яхтите си. Едно подобно парти е в навечерието на новата 2005 година, където той пее песни на Джони Кеш заедно с RnB певеца Ъшър.